# 116-а танкова дивизия (Вермахт)
116-а танкова дивизия е една от танковите дивизии на Вермахта по време на Втората световна война.

## История
116-а танкова дивизия е сформирана през април 1944 г. във Франция от 16-а танково-гренадирска дивизия. След съюзническия десант в Нормандия участва в боевете там и последвалото отстъпление. През септември 1944 г. е изтеглене в Дюселдорф за почивка и възстановяване. През ноември е прехвърлена Кьолн. През декември участва в боевете на южния фланг на Арденската офанзива, където понася тежки загуби. През януари 1945 г. води боеве в района на Клеве. През април дивизията е пленена при Рур от американските войски.

## Командири
- Оберст Гунтер фон Маньофел – (28 март 1944 – 30 април 1944 г.)
- Генерал на танковите войски Герхард Граф фон Шверин – (1 май 1944 – 1 септември 1944 г.)
- Генерал-майор Хайнрих Воигтсбергер – (1 септември 1944 – 14 септември 1944 г.)
- Генерал-майор Сигфрид фон Валденбург – (14 септември 1944 – ? април 1945 г.)